# Busqueta groga africana
La busqueta groga africana (Iduna natalensis) és una espècie d'ocell de la família dels acrocefàlids (Acrocephalidae).

## Hàbitat i distribució
Habita garrigues obertes, localment a les terres altes africanes, des de sud-est de Nigèria, sud de Camerun, el Gabon, República del Congo, República Centreafricana, sud, est i nord-est de la República Democràtica del Congo, extrem sud-est del Sudan, oest i centre d'Etiòpia i oest i centre de Kenya, Uganda, Ruanda i Burundi cap al sud fins Tanzània, Malawi, Moçambic, Angola, Zàmbia, est de Zimbabwe i l'est de Sud-àfrica.